# لیان اس. کندی
لیان اسکات کندی (انگلیسی: Leon Scott Kennedy) یک شخصیت داستانی در فرنچایز ترسناک رزیدنت ایول (بایوهزرد در ژاپن) اثر کپ‌کام است. او به‌عنوان یکی از دو شخصیت قابل بازی در کنار کلر ردفیلد در بازی ویدئویی ۱۹۹۸ رزیدنت ایول ۲ شروع به‌کار کرد. بعداً لیان به‌عنوان شخصیت اصلی رزیدنت ایول ۴ و به‌عنوان یکی از شخصیت‌های قابل بازی رزیدنت ایول ۶ بازگشت.
در جریان وقایع رزیدنت ایول ۲، لیان یک افسر پلیس تازه‌کار است که برای اولین روز کاری‌اش در اواخر راکون سیتی محکوم به فنا، تنها برای روبه‌رو شدن با همه‌گیری زامبی‌ها به‌طور مستقیم، اعزام می‌شود. در طول مرحله‌های بازی، او با یک بازماندهٔ غیرنظامی کلر ردفیلد همکاری می‌کند، شری برکین جوان را نجات می‌دهد، و ایدا وانگ زیبا و مرموز به او کمک می‌کند. شش سال بعد، در رزیدنت ایول ۴، لیان به‌عنوان مأمور حکومت فدرال ایالات متحده، بخشی از یک گروه ویژهٔ ضد شرکت آمبرلا، موظف شد تا دختر رئیس‌جمهور، اشلی گراهام، را از یک فرقهٔ شیطانی نجات دهد. در رزیدنت ایول ۶، او همچنان برای دولت ایالات متحده کار می‌کند و با ایدا و شری بزرگسال دوباره ملاقات می‌کند.
لیان همچنین در چندین بازی ویدئویی دیگر به‌عنوان شخصیت قابل بازی حضور یافت و در سه انیمیشن سی‌جی نقش اصلی را داشت: رزیدنت ایول: تباهی، رزیدنت ایول: نفرین‌شدگی و رزیدنت ایول: انتقام، که در آن‌ها او مأمور ویژه‌ای برای دولت است. نسخهٔ لیان در سری فیلم‌های لایو-اکشن توسط یوهان اورب در رزیدنت ایول: قصاص، و اون جوگیا در رزیدنت ایول: به راکون سیتی خوش آمدید به‌تصویر کشیده شده است. لیان با استقبال مثبت منتقدان روبه‌رو شده است، و به‌طور مداوم به‌عنوان یکی از شخصیت‌های محبوب طرفداران فرنچایز رتبه‌بندی می‌شود.

## تاریخچه
لیان اس. کندی در سال ۱۹۷۷ متولد شد. او میل زیادی داشت تا از توانایی‌هایش، در جهت حفاظت و خدمت به دیگران استفاده کند. او در زمانی که در دانشکدهٔ افسری مشغول به تحصیل بود، به عنوان دانشجوی روشنفکر، بسیار چالاک و ورزیده شد. زمانی که ۲۱ سال سن داشت، به عنوان پلیس تازه‌کار، به شهر راکون فرستاده شد تا کار خود را در آنجا آغاز کند. او در ۲۹ سپتامبر ۱۹۹۸ وارد شهر راکون شد، یک روز پس از شیوع ویروس مرگبار تی. لیان در بازی رزیدنت ایول ۴ به شهرت فراوانی رسید.

## طغیان شهر راکون
پس از ورود به شهر راکون، شهر متروکه به نظر می‌رسید. اینجا مکانی نبود که به او گزارش داده بودند. لیان شهر راکون را، یک شهر پویا و سرزنده می‌پنداشت اما همهٔ اینها، مربوط به روزهای پیش از ورود او به شهر راکون می‌شد. شیوع ویروس، با سرعتی زیاد در حال گسترش بود، فقط کافی بود تا با یک بار گزش زامبی‌ها، ویروس تی به بدن فرد سالم منتقل شود تا یک زامبی جدید متولد شود. در حقیقت ریشهٔ این شهر آرام و منضبط با سرعت در حال خشکیدن بود. لیان در تکاپوی رسیدن به ادارهٔ پلیس بود تا بازمانده یا بازماندگانی را یافته و با کمک آن‌ها از شهر فرار کنند، اما پیش از آن، او با یک بازمانده روبه‌رو شد. کلر ردفیلد نیز خود را به شهر رسانده بود، تا برادرش را ملاقات کند، اما او هم طغیان شهر راکون را از نزدیک مشاهده کرد. لیان و کلر به شکل تصادفی با هم روبه‌رو می‌شوند. آن دو متوجه شده بودند که باید از شهر خارج شوند اما هر دو می‌خواستند تا پیش از خروج از شهر کارهای انجام نشدهٔ خود را تمام کنند. لیان برای یافتن بازمانده‌ها و نجات آن‌ها و کلر برای ملاقات با برادر خود کریس ردفیلد. لیان خود را به ادارهٔ پلیس شهر راکون می‌رساند و متوجه می‌شود که بیشتر افسران پلیس نیز به زامبی تبدیل شده بودند.
او برای یافتن بازمانده‌ای از این طغیان وحشتناک، ناامید شده بود، اما پیشبرد داستان لیان بازمانده‌های دیگری نیز پیدا کرد، ایدا وانگ، شری برکین و آنت برکین. زمانی که لیان از ایدا پرسید که در اینجا به دنبال چیست، ایدا پاسخ داد که به دنبال شخصی به نام جان است. اما حقیقت این نبود و ایدا می‌خواست تا نمونهٔ ویروس جی را یافته و برای سازمان خود ببرد. ایدا در نهایت پس از شلیک گلولهٔ آنت برکین در حال سقوط از روی پل بود که لیان دست او را گرفته و مانع از سقوط او می‌شود. ایدا اصرار داشت که سقوط کند و لیان را مجاب کرد که او را رها کند. لیان نیز او را رها نمود. در حقیقت ایدا به لیان وانمود کرد که مرده، اما لیان متوجه شد که او زنده مانده است. ایدا به ویروس جی دست پیدا کرد و جدا از لیان از شهر گریخت. آنت نیز به دست شوهر خو یعنی ویلیام برکین کشته شد. هانک پس از تیراندازی به ویلیام او را کشت، اما ویلیام برکین، با تزریق ویروس ساخته شده به دست خودش -یعنی ویروس جی- حیاتی دوباره یافت، و این بار در قامت یک هیولا ظاهر شد و به مأموران آمبرلا حمله کرد. یکی از اعضای تیم با اسم رمز هانک از این حمله جان سالم به در برد و موفق شد نمونه ویروس را برای آمبرلا تهیه کند. شری برکین نیز توسط لیان و کلر درمان می‌شود و این سه نفر موفق می‌شوند با قطار از شهر فرار کنند.

## پیوستن به دولت آمریکا
پس از فرار از شهر، کلر و لیان راه جداگانه‌ای را در پیش گرفتند. کلر به جستجوی برادرش کریس ادامه داد. لیان نیز مجبور شد تا برای دولت آمریکا کار کند. به هر ترتیب او پس از پیوستن به سرویس دولتی آمریکا، رویدادهای زیادی را تا پنج سال بعد تجربه کرد، دسترسی به منابع عظیم دولتی آمریکا، حضور در مأموریت‌های بسیار سخت و غیرممکن، از این پلیس تازه‌کار یک مأمور زبده و شجاع ساخته بود. او در استفاده از اسلحه‌ها و همچنین مبارزات تن به تن بسیار قوی و شایسته شد، مخصوصاً در مبارزه با چاقو
لیان در نوامبر سال ۱۹۹۸، آرک تامپسون را برای وارسی کردن امکانات شرکت آمبرلا به جزیرهٔ شینا می‌فرستد. در ادامهٔ همان ماه، زمانی که کلر توسط آمبرلا دستگیر و به جزیرهٔ راکفورت تبعید می‌شود، با فرستادن یک ایمیل، به لیان می‌گوید که برادرش را از موقعیت خود آگاه کند. لیان نیز با فرستادن پیغامی برای کریس، او را باه کمک کلر می‌فرستد.

## عملیات خاویر هیدالگو
در سال ۲۰۰۲ و پیش از نابودی شعبهٔ آمبرلا در روسیه، لیان اسکات کندی و جک کراوزر به یک مأموریت در کشوری در آمریکای جنوبی فرستاده می‌شوند. عملیات پیرامون شخصی به نام خاویر هیدالگو است که در گذشته پژوهشگر شرکت آمبرلا بود. با پیشبرد داستان، آن دو متوجه می‌شوند که نمونه‌ای از «ویروس تی. ورونیکا» به دست خاویر افتاده است. لیان و کراوزر، در زمان انجام مأموریت خود، با دختری به نام مانوئلا آشنا می‌شوند که در آن منطقه گیر افتاده بود. با پیشبرد داستان مشخص می‌شود که مانوئلا دختر خاویر است. لیان و کراوزر پس از پشت سر گذاشتن مراحل مختلف بازی، با خاویر که به ویروس تی. ورونیکا آلوده شده بود به نبرد پرداخته و موفق می‌شوند که او را نابود کنند. مانوئلا هم توسط دولت دستگیر می‌شود. پس از این ماجرا لیان و کراوزر از یکدیگر جدا می‌شوند و پس از گذشت چیزی نزدیک به یک سال، لیان متوجه می‌شود که دوست قدیمی‌اش کراوزر، در یک تصادف جان سپرده است.

## رویداد لوس ایلامینادوس
در سال ۲۰۰۵ لیان ۲۸ ساله، در سرویس مخفی دولت ایالات متحده حضور دارد. وظیفهٔ او حفاظت از شخص رئیس‌جمهور و خانوادهٔ او است، اما این زمانی اتفاق افتاده بود که دختر رئیس‌جمهور، اشلی گراهام ربوده شده بود. او پس از پذیرفتن مسئولیت حفاظت از خانوادهٔ رئیس‌جمهور، باید وارد نخستین مأموریت خود، یعنی یافتن اشلی می‌شد. سرویس‌های اطلاعاتی، آگاه شده بودند که دختری که شباهت زیادی به اشلی گراهام دارد، در یک روستای دور افتاده در اسپانیا، دیده شده است. لیان نیز برای جستجوی اشلی به اسپانیا آمده تا داستان‌های جدیدی را آغاز کند. لیان در طی این مأموریت، با شخصی به نام اینگرید هانیگان در ارتباط است. هانیگان در استخدام سرویس امنیت و جاسوسی آمریکا بوده و اطلاعات مفیدی را پیرامون این مأموریت، به لیان گزارش می‌کند. لیان پس از صحبت دربارهٔ اشلی با یک روستایی، مورد حمله قرار گرفته و پس از آنکه متوجه می‌شود روستایی حالت طبیعی ندارد، پس از چند بار اخطار و ایست و نادیده گرفتن این پیغام‌ها توسط روستایی، او را می‌کشد. لیان پس از بررسی جسد متوجه می‌شود که این روستایی زامبی نیست. او رفته رفته، متوجه می‌شود که اشلی گراهام در کلیسایی واقع در همان روستا زندانی شده است. با پیشبرد داستان، لیان موفق می‌شود که اشلی را از کلیسا آزاد کند. ملاقات آن دو با رهبر گروه مذهبی لوس ایلامینادوس یعنی اسموند سدلر، سبب می‌شود تا دلیل این آدم‌ربایی مشخص شود. لوس ایلامینادوس، موفق به تولید انگلی به نام لاس پلاگاس شده بودند. لاس پلاگاس، پس از ورود به بدن هر موجود زنده‌ای، سبب می‌شد تا ذهن آن موجود توسط رهبر گروه مذهبی (اوسموند سدلر) قابل کنترل باشد. سدلر در سدد بود، تا به این وسیله مذهب خود را گسترش دهد و توازن قدرت در دنیا را از دولت آمریکا گرفته و به خود منتقل کند، به همین دلیل گروه مذهبی او دختر رئیس‌جمهور را ربودند، تا با واردکردن انگل به بدن او، قدرت خودشان را به رخ دولت آمریکا بکشانند. اما لیان بسیار زبده و با هوش بود. او بهترین گزینه، برای مأموریت‌های غیرممکن است. لیان و اشلی باید برای خروج از دست سدلر و گروه مذهبی‌اش، از آن منطقه فرار کنند. اما هر دو، توسط لوس ایلامینادوس، به انگل مبتلا شده بودند. در این مأموریت، ایدا وانگ نیز حضور دارد، اما نه در کنار لیان. ایدا وظیفه دارد تا نمونهٔ انگل را پیدا کرده و برای آلبرت وسکر ببرد. ایدا مجبور می‌شود برای پیشبرد نقشه‌های خود، از لیان، بدون آنکه خودش متوجه شود، استفاده کند. لیان و اشلی در مسیر خود برای خروج از آن منطقه باید از مکان‌های بسیار زیاد و خطرناکی عبور کنند. دهکده با آن مردمان بیچاره که رئیس آن شخصی به نام بیتورس مندز است، قلعهٔ مخوف سالازار که رئیس آن رامون سالازار است و در نهایت یک جزیره، که سدلر در آن قرار داشت. عبور از تمام این تنگناها و مسیرهای سرشار از تله و موجودات غول پیکر، در حالی که یک دختر نیز همراه او بود و باید سالم به وطنش بازمی‌گشت، کاری بود که فقط در تخصص لیان اسکات کندی است. لیان با نابود کردن تمام این فرقهٔ مذهبی، و مریدان انگلی‌اش، پروندهٔ گروه لوس ایلامینادوس را بست. اما در انتهای بازی رزیدنت ایول ۴، ایدا اسلحه‌ای را روی سر لیان گذاشت و او را مجبور به واگذاری نمونه کرد. با واگذار شدن نمونهٔ انگل به ایدا وانگ، ماجراهای تازه‌ای در بازی رزیدنت ایول ۵ رخ دهد. به هر شکل ممکن لیان و اشلی پیش از خروج از جزیره، از انگل درون بدن خودشان رهایی یافتند و با یک جت اسکی به سمت وطن خود بازگشتند، بعدها لیان اطلاعات خود را بانام «گزارش‌های کندی» یادداشت کرد که توسط بسیاری از مأموران خوانده شد.

## فرودگاه هاردویل و شرکت ویل فارما
یک سال پس از رویداد لوس ایلامینادوس، ویل فارما ویروس تی را در فرودگاه هارد ویل منتشر می‌کند. این در حالی است، که مردم پس از نابودی آمبرلا، از فعالیت‌های شرکت‌هایی مانند ویل فارما، که مخفیانه سیاست‌های آمبرلا را دنبال می‌کرد معترض بودند. کلر ردفیلد از نزدیک شاهد این مخالفت‌ها بود. او با فردریک دونینگ در این باره صحبت کرد. فردریک درحقیقت از کارکنان شرکت ویل فارما بود. سناتور ران دیویس که یکی از سهام‌داران ویل فارما بود نیز در فرودگاه حضور داشت و مخالفت‌های مردم را مشاهده می‌کرد. پس از برخورد هواپیما با ساختمان فرودگاه، زامبی‌ها از درون هواپیما خارج شدند. ویروس تی بازهم مکانی دیگر را به طغیان کشانده بود. طولی نکشید تا یک تیم ویژه به نام S.R.T برای نجات بازماندگان، در حال ایجاد یک نقشه برای ورود به فرودگاه بودند. آنجلا میلر یکی از افراد این گروه بود. تیم منتظر مأمور ویژه‌ای که توسط دولت برای این مأموریت اعزام شده بود، بودند. این مأمور، شخصی نیست جز لیان اسکات کندی. لیان به همراه تیم، در بام فرودگاه فرود آمده و در جستجوی بازماندگان می‌شوند. آن‌ها موفق می‌شوند کلر ردفیلد به همراه سناتور ران دیویس و چند نفر دیگر را زنده مشاهده کنند. ملاقات دوبارهٔ لیان و کلر، این بار هم به شکل تصادفی بود. بازماندگان موفق می‌شوند تا از فرودگاه، در حضور انبوهی از زامبی‌ها خارج شوند. با پیشبرد داستان، لیان متوجه می‌شود که فردریک دونینگ، کسی است که در بازار سیاه، ویروس‌ها را خرید و فروش می‌کرده است. کورتیس میلر، برادر آنجلا که یکی از بازماندگان شهر راکون بود، در تلاش برای رسوا کردن شرکت ویل فارما بود، تا مانع از وقوع رویدادهای شهر راکون در مکانی دیگر شود. او مدرکی ضد ویل فارما نداشت، به همین خاطر، می‌خواست تا خودش، ویل فارما را نابود کند. به همین منظور کورتیس با وارد کردن ویروس جی به بدن خود، به یک هیولای غول پیکر جهش یافت. وجود چشم سوم در بدن فرد مبتلا به ویروس جی، از خصوصیت‌های این ویروس است. کورتیس با این کار خود شرکت ویل فارما را به نابودی کشاند، اما اکنون او دیگر انسان نبود. لیان هم برای نجات جان خود و آنجلا، کورتیس را نابود کرد و آنجلا را نجات داد. سناتور ران دیویس نیز پس از روشن شدن اتهاماتش، خودکشی کرد.

## وقایع اسلواکی شرقی
در سال ۲۰۱۱ در حکومت اسلواکی شرقی درگیری بین شبه نظامیان و دولت شدت بیشتری می‌گیرد، رئیس‌جمهور جدید اسلواکی شرقی (کشوری که توسط سازمان ملل به صورت رسمی شناخته نشده است) متوجه می‌شود که در زمین‌هایی که شبه نظامیان سکونت دارند نفت وجود دارد، بخاطر همین موج جدیدی از حملاتش علیه آن‌ها را آغاز می‌کند، در گیر و دار نبرد شایعه‌ای به وجود می‌آید که هیولاها وارد نبرد شده‌اند، این شایعه شدت می‌گیرد تا اینکه رئیس‌جمهور آمریکا مأمور ویژه خود یعنی لیان اس کندی را از تعطیلاتش بیرون می‌کشد و برای بررسی شایعات به اسلواکی می‌فرستد، در همان ابتدای ورود لیان، هانیگان به او می‌گوید که دولت آمریکا تصمیم گرفته که خود را از این قضیه بیرون بکشد و تمامی مأمورین و شهروندان آمریکایی وظیفه دارند تا از کشور بیرون بیایند، لیان این حرف را قبول نمی‌کند و تصمیم میگرد که به مأموریت خود ادامه دهد تا حقیقت را کشف کند، او به محلی که قرار بود رابط CIA را ملاقات کند می‌رود، آن مأمور با اسم رمز مترسک وارد می‌شود اما در کمال ناباوری کاملاً زخمی و مجروح شده است، او به سختی در گوش لیان کلمه «پرورش دهنده زنبور عسل» را می‌گوید و ناگهان یک لیکر به آن‌ها حمله می‌کند، لیان به سرعت جا خالی می‌دهد و لیکر مترسک را می‌کشد، درگیری لیکر با لیان ادامه پیدا می‌کند تا اینکه یک بمب در محل منفجر می‌شود و لیان نیز به گوشه‌ای پرت می‌شود، در لحظات آخر قبل از بیهوشی لیان پیر مردی وارد می‌شود و بعد از آن لیان بیهوش می‌شود.
لیان در یک زیر زمین بهوش می‌آید و دو نفر از افراد حزب مقاومت با نام‌های JD و بادی جلو می‌آیند تا از لیان بازجویی کنند، لیان سؤالات آن‌ها را با طعنه و جوک جواب می‌دهد و هر دوی آن‌ها می‌گویند که او باید بسیار برای آمریکا مهم باشد که او را به اینجا فرستاده‌اند.
مدتی می‌گذرد تا اینکه نظامیان دولتی مخفی گاه آن‌ها در زیر زمین را پیدا کرده و به آن‌ها حمله می‌کنند، آن‌ها فرار کرده و لیان به صورت مخفی دنبال آن‌ها می‌رود، در ادامه لیان به JD می‌رسد که در گوشه‌ای مخفی شده، JD به لیان هشدار می‌دهد اما لیان حرفش را نادیده می‌گیرد تا اینکه مبتلایان انگل پلاگا به او حمله می‌کنند، لیان تمام آن‌ها می‌کشد و به همراه JD به سمت کلیسای شهر می‌روند، در راه آن‌ها متوجه می‌شوند که تمام مردم شهر توسط انگل به ماجینی تبدیل شده‌اند. آن‌ها به کلیسا می‌رسند و در آنجا لیان به JD واقعیت در مورد مردم مبتلا شده را می‌گوید تا اینکه بادی دوباره وارد شده و لیان را گروگان می‌گیرد، بعد از رفتن بادی، JD می‌آید و لیان را به پشت کلیسا برده و آزادش می‌کند، او به لیان می‌گوید که نامزد بادی توسط دولت کشته شده و حال او می‌خواهد با تزریق ویروس به خودش بتواند کنترل لیکرها را بگیرد و به پایتخت حمله کند، او از لیان می‌خواهد که جلوی بادی از اینکار را بگیرد.
لیان به محل قرار خود با رابط سی‌آی‌ای برمی‌گردد تا شاید بتواند مدرکی پیدا کند، اما ناگهان با ایدا وانگ مواجه می‌شود و جعبه خالی ویروس، بعد از درگیری و مکالمه‌ای کوتاه ایدا می‌رود و در هنگام رفتنش به لیان می‌گوید که شهر به زودی از بین خواهد رفت پس مراقب باشد.
لیان به سمت کلیسا بازمی‌گردد اما متوجه می‌شود که اکثر ساکنان آنجا کشته شده‌اند، لیان خود را به داخل کلیسا می‌رساند و JD را پیدا می‌کند اما او در وضعیت خوبی قرار ندارد تا اینکه بادی وارد می‌شود، JD از زنده بودن بادی خوشحال می‌شود اما ناگهان حالش به شدت خراب می‌شود، بادی با عصبانیت تفنگش را به سمت لیان می‌گیرد اما JD می‌گوید که لیان دشمن ما نیست، بعد از گفتگوی کوتاه JD به یکی از مبتلایان تبدیل شده و لیان مجبور می‌شود او را بکشد.
بعد از آن لیان سعی می‌کند تا بادی را از کاری که می‌خواهد انجام دهد - تزریق پلاگا به خودش- منصرف کند و ویروس را به لیان بدهد، اما بادی قبول نمی‌کند تا اینکه ناگهان دولت کلیسا را بمب باران می‌کند، در این حین بادی فرار می‌کند و لیان به تعقیبش می‌پردازد.
لیان خودش را به ساختمان ریاست جمهوری می‌رساند که اکنون توسط لیکرها تمامی محافظین و کارکنانش کشته شده بودند. لیان وارد ساختمان می‌شود، تمامی سربازان داخلش کشته شده بودند که ناگهان دو عدد لیکر وارد می‌شوند، لیان سعی می‌کند تا آن‌ها را به صورت مخفی دور بزند که ناگهان یکی از سربازان زخمی پای لیان را می‌گیرد و از درد ناله می‌کند، توجه دو لیکر جلب شده و به لیان حمله می‌کنند، لیان می‌تواند یکی از آن‌ها را بکشد، او به سرعت خودش را به یک در می‌رساند اما متوجه می‌شود که این در به یک آسانسور مخفی هدایت می‌شود.
لیان خودش را به مکان مخفی که زیر کاخ ریاست جمهوری قرار داشت می‌رساند و با ایدا نیز مواجه می‌شود، آن‌ها خود را به مرکز مخفیگاه رسانده و متوجه می‌شوند که انگل پلاگا در آنجا نگه‌داری می‌شود، ناگهان سربازان رئیس‌جمهور آن‌ها را محاصره می‌کنند. ایدا چراغ‌ها را خاموش می‌کند تا بتواند راه فرار خود و لیان را بسازد. جنگی میان لیان و سربازان بلونیکا-رئیس‌جمهور- رخ می‌دهد که به زودی توسط بادی و لیکرهایش قطع می‌شود. به هر حال بلونیکا نیز B.O.Wهای خودش را آزاد می‌کنند که چندین مستر ایکس هستند. بادی و لیان موفق می‌شوند تا از مخفیگاه فرار کنند. یک مستر ایکس نیز آن‌ها را دنبال می‌کند و آن‌ها مجبور به مبارزه با او می‌شوند. بادی از لیکرها استفاده می‌کند تا مستر ایکس را به سمت تانکر نفت بکشاند. لیان نیز از طرف دیگر به سمت تانکر شلیک می‌کند و انفجاری رخ می‌دهد. انفجار نه تنها مستر ایکس را شکست نمی‌دهد بلکه آن را قویتر نیز می‌کند. لیان و بادی از یک تانک استفاده می‌کنند و موفق می‌شوند تا مستر ایکس را شکست دهند، اما به هر حال بجایش دو عدد مستر ایکس دیگر نیز وارد صحنه می‌شوند. آن‌ها به مبارزه خود ادامه می‌دهند تا اینکه مهماتشان تمام می‌شود، لیان که در اوج ناامیدی قرار داشت، سعی می‌کند تا از تنها چیز باقی‌مانده خود یعنی چاقویش برای مبارزه استفاده کند اما به هر حال یک هواپیمای آمریکایی قبل از اینکه مستر ایکس‌ها به لیان برسند آن‌ها را از بین می‌برد و لیان متوجه می‌شود که تمام زمان توسط دولت آمریکا زیر نظر بوده است.
بعد از این واقعه بادی از لیان می‌خواهد که او را بکشد زیرا نمی‌خواهد که به یکی از مبتلایان تبدیل شود، اما لیان قبول نمی‌کند. بادی تصمیم می‌گیرد که خودش به خودش شلیک کرده و خودکشی کند اما لیان تفنگ را از او می‌گیرد، لیان به بادی می‌گوید که او مدیون تمام کسانی است که کنارش جنگیدند تا او زنده بماند. لیان نیز به ستون فقرات بادی شلیک می‌کند تا پلاگا از بدن او محو شود.

## طغیان تال اوکس
در ۲۹ ژوئن ۲۰۱۳ در زمان رئیس‌جمهور وقت آمریکا آدام بنفورد، رویدادی نظیر رویداد شهر راکون را اینبار در شهری با نام تال اوکس اتفاق افتاد. لیان به همراه هلنا هارپر از اعضای سرویس مخفی آمریکا USSS مسئولیت محافظت از جان رئیس‌جمهور را داشتند. شدت حملات به قدری زیاد بود که دیگر کنترل از دست لیان و هلنا خارج شد و رئیس‌جمهور نیز دچار ویروس جدیدی به نام ویروس C شد. لیان و هلنا بر خلاف چیزی که انتظار داشتند در یکی از دانشگاه‌های تال اوکس به نام «دانشگاه ایوی» مجبور به کشتن رئیس‌جمهوری شدند که قصد حمله به آن‌ها را داشت. پس از کشتن آن‌ها دنبال راه فرار بودند که با مردی رو به رو شدند که از آن‌ها کمک خواست تا دخترش را که همراهش بود ولی گم شده را پیدا کنند. لیان و هلنا تمام قسمت‌های دانشگاه را گشتند تا «لیز» دختر آن مرد را پیدا کنند اما متوجه می‌شوند که لیز نیز به ویروس آلوده شده است. لیان و هلنا مجبور به کشتن لیز و پدرش شدند.
هلنا و لیان تلاش کردند تا جلوی این حملات را در شهر بگیرند. در این راه نیروی پشتیبانی که توسط اینگرید هانیگان با لیان و هلنا ارتباط داشتند به وی کمک می‌کنند. در این میان هانیگان با آنها تماس می‌گیرد و لیان متوجه می‌شود که تمام مدت هلنا یکی از اعضای سرویس مخفی آمریکا USSS بوده است. هلنا بعد از کشته شدن رئیس‌جمهور به لیان می‌گوید که همه این ماجرا تقصیر اوست و به لیان می‌گوید که اگر می‌خواهد حقیقت را بداند باید به همراه او به کلیسای جامع بلوط‌های بلند (Tall Oaks Cathedral) برود. لیان و هلنا متوجه می‌شوند که تنها جای امن برای اینکه راهی برای رفتن به سوی کلیسا پیدا کنند یک خانه در مرکز شهر است که در آنجا چند نفر هنوز زنده هستند لیان و هلنا به آن خانه می‌روند. افرادی که در آن خانه هستند نقشه می‌کشند تا بتوانند از شهر فرار کنند به همین خاطر اتوبوسی را گرفته و به سمت خارج از شهر می‌روند اما در بین راه ماشین تصادف کرده و آن‌ها در جنگلی پر از افرادی که به ویروس C مبتلا هستند قرار می‌گیرند. لیان و هلنا از آن جنگل فرار کرده و خود را به نزدیک‌ترین کلیسا می‌رسانند. هلنا متوجه می‌شود که قبلاً به این کلیسا آمده و می‌داند که این کلیسا به یک راه زیرزمینی ارتباط دارد. لیان و هلنا راه زیرزمینی را پیدا کرده و به یک آزمایشگاه بیوزیستی می‌رسند. هلنا نشانه‌هایی از خواهر خود که چندی قبل توسط تروریست‌ها دزدیده شد و مدت‌ها بود که از آن خبری نداشت پیدا می‌کند.
لیان و هلنا با پیدا کردن این سرنخ‌ها به دبرا هارپر، خواهر هلنا می‌رسند. اما دبرا دیگر انسان نبود و مبتلا به ویروس C بود و به آن‌ها حمله کرد. هلنا برخلاف میل خود مجبور به کشتن خواهر خود شد. پس از این ماجرا هانیگان به لیان می‌گوید که درک سیمونز که یکی از افراد دولتی است اعلام کرده که مأموریت آن‌ها به پایان رسیده و هرچه زودتر باید برگردند، اما لیان مخالفت کرد و گفت که باید جلوی این حملات گرفته بشود و از هانیگان خواست تا به‌طور مخفی به آن‌ها کمک کند. لیان و هلنا به کمک هانیگان از زیرزمین بیرون آمده و خود را به بالگردی می‌رسانند و از شهر خارج می‌شوند و مقصد بعدی آن‌ها در کشور چین بود که مرکز اصلی این حملات بود.

## رویداد لانشیانگ
لیان و هلنا هارپر از تال اوکس خارج می‌شوند و خود را به شهر لانشیانگ در کشور چین می‌رسانند. این دو در اولین حضور خود در لانشیانگ با شری برکین و جیک مولر دیدار می‌کنند. شری از آن‌ها می‌خواهد تا به آن‌ها کمک کند تا با هیولایی که از شرق اروپا تا آنجا آن‌ها را دنبال کرده است مبارزه کنند. لیان و هلنا به جیک و شری کمک می‌کنند تا با «آستانک» مبارزه کنند. لیان با انداختن تیر چراغ برق به «آستانک» وی را متوقف می‌کند و کاری می‌کند که شری و جیک از دست آن هیولا نجات پیدا کنند. لیان در یک لحظه متوجه حضور ایدا وانگ می‌شود و به دنبال آن می‌رود که به گروه BSAA به رهبری کریس ردفیلد و پی‌یرس نیوانس می‌رسند. کریس به لیان می‌گوید که ایدا وانگ به آن‌ها حمله کرده و خیلی از افراد گروهشان به خاطر ایدا مردند. لیان و هلنا به سمت جایی می‌روند که بفهمند این حملات از کجا می‌آید؛ که درک سیمونز که از افراد دولتی بود به همراه گروهش به آن‌ها حمله می‌کند. لیان و هلنا به مبارزه با آن‌ها می‌پردازد که در همین حین فردی آمپولی حاوی ویروس C را به درک سیمونز تزریق می‌کند. درک به یک موجود وراژنتیک تبدیل می‌شود و به لیان و هلنا حمله می‌کند. آن‌ها در روی قطار در حال حرکت با درک مبارزه می‌کنند و موفق به شکست آن می‌شوند و درک را به رودخانه می‌اندازند. با اینکار تمام افرادی که دچار ویروس بودند دیگر در شهر حضور نداشتند. در حالی که همه احساس آرامش می‌کردند ناگهان بمبی شامل ویروس C وارد شهر شده و تمام مردم شهر را مبتلا به ویروس C می‌کند.
هانیگان با لیان ارتباط تلفنی برقرار می‌کند و اعلام می‌کند کریس ردفیلد می‌خواهد با وی حرف بزند. کریس به لیان می‌گوید تمام افراد شهر مبتلا به ویروس شدند و لیان باید از شهر خارج بشود، همچنین ایدا وانگ نیز مرده است. لیان و هلنا به دنبال راه برای خلاص شدن از این شهر می‌گردند که متوجه می‌شوند درک هنوز زنده است. لیان و هلنا یک بار دیگر با درک مبارزه می‌کنند در حین مبارزه متوجه می‌شوند که ایدا وانگ با بالگرد به بالایی سر آن‌ها می‌آید و به آن‌ها کمک می‌کند و آن کسی که کریس خبر مرگ آن را داده است همزاد ایدا بوده است. اینبار لیان، هلنا و ایدا به سختی موفق می‌شوند درک را در یک پارکینگ در بین شعله‌های آتش بگذارند و از آنجا فرار کنند. ایدا بالگرد خود را برای لیان و هلنا می‌گذارد تا آن‌ها فرار کنند اما سیمونز دوباره بر سر راه آن‌ها سبز می‌شود و با گرفتن چند زامبی خود را بزرگتر از قبل می‌کند که ادا در پایان با فروکردن میله‌ای به کمر درک و با پرت کردنش ب پایین ساختمان او را نابود می‌کند و از آنجا می‌رود و لیان به همراه هلنا از آنجا فرار می‌کنند

## لیان در رسانه‌های دیگر
- یوهان اورب، در فیلم سینمایی رزیدنت ایول: قصاص، و اون جوگیا در رزیدنت ایول: به راکون سیتی خوش آمدید در نقش لیان اسکات کندی بازی کرده است.

## نکات جالب
- لیان در رزیدنت ایول ۲ توسط پل حداد و در رزیدنت ایول ۴ و فیلم رزیدنت ایول: تباهی توسط پل مرسیر صداگذاری شده است.
- در بازی رزیدنت ایول ۲، بازیباز در صورتی که در حالت نرمال سناریو A را انجام دهد و بدون دریافت هیچگونه آیتمی، خود را به زیرگذر پیش از در ورودی R.P.D برساند؛ با یک زامبی با لباس زرد رنگ مواجه می‌شود که بسیار سخت جان است (لازم به‌ذکر است این زامبی، همان براد ویکرز، خلبان گروه آلفا استارز است که در رزیدنت ایول ۳: نمسیس به دست نمسیس به زامبی تبدیل می‌شود). در صورت کشتن او یک کلید ویژه به دست می‌آید، که از آن برای باز کردن کمد لباس در اتاق ظهور عکس استفاده می‌شود. برای شخصیت لیان ۲ لباس جدید و برای کلر یک لباس جدید و یک اسلحهٔ دستی، در کمد موجود می‌باشد.[۱۰]
- در بازی رزیدنت ایول ۴ دو لباس جدید برای لیان آزاد می‌شود که یکی از آن‌ها لباس لیان در رزیدنت ایول ۲ (لباس افسر R.P.D) است. لباس دیگر، یک کت و شلوار مخصوص کاراگاهان است.
- در یک مصاحبه با پائول اندرسون، کارگردان فیلم‌های رزیدنت ایول، در آی‌جی‌ان اظهار داشت که احتمالاً شخصیت لیان در جدیدترین فیلم او، یعنی رزیدنت ایول: زندگی پس از مرگ، با بازی جنسن اکلس حضور خواهد داشت، اما در نهایت این اتفاق رخ نداد.[۱۸]
- لیان اسکات کندی، کارلوس اولیویرا و بیلی کوئن، سه شخصیتی هستند که هیچگاه با آلبرت وسکر ملاقات نکرده‌اند.[۹]
- سال ۲۰۰۷ مجله The Inquirer لیان و ایدا را عاشقانه‌ترین تیم دو نفره در بازی‌های رایانه‌ای خواند.
- سال ۲۰۰۹ وبگاه گیم‌اسپات در یک رأی‌گیری، لیان را جزو یکی از بهترین قهرمانان مجموعه بازی‌های ویدئویی دانست و به وی جایزه" All Time Greatest Game Hero " را داد.
- سال ۲۰۱۱ در یک رده‌بندی جهانی در مورد بهترین کاراکترهای بازی‌های رایانه‌ای در کتاب معروف رکوردهای گینس نسخه گیمرها، لیان در رده ۳۶ ام قرار گرفت.
- سال ۲۰۱۲ مجلهٔ گیم رادار لیان را در رده یازدهم شخصیت‌های جنگجو اما نفوذپذیر قرار داد و توضیح داد که لیان این قدرت را دارد که در بدترین شرایط خونسرد باشد و شلیک‌های مسلمی را انجام دهد و بخاطر همین علت است که او یکی از جالب‌ترین و دوست داشتنی‌ترین شخصیت‌های مثبت بازی‌های رایانه‌ای است.